# 1998 en science-fiction
| Années de la science-fiction : 1995 - 1996 - 1997 - 1998 - 1999 - 2000 - 2001    |
| Décennies de la science-fiction : 1960 - 1970 - 1980 - 1990 - 2000 - 2010 - 2020 |

L'année 1998 a été marquée, en matière de science-fiction, par les événements suivants.

## Prix

### Prix Hugo
- Roman : La Paix éternelle (Forever Peace) par Joe Haldeman
- Roman court : …Where Angels Fear To Tread par Allen Steele
- Nouvelle longue : We Will Drink A Fish Together par Bill Johnson
- Nouvelle courte : Les Quarante-trois Dynasties d'Antarès (The 43 Antarean Dynasties) par Mike Resnick
- Livre non-fictif : The Encyclopedia of Fantasy édité par John Clute et John Grant
- Film ou série : Contact, réalisé par Robert Zemeckis
- Éditeur professionnel : Gardner Dozois
- Artiste professionnel : Bob Eggleton
- Magazine semi-professionnel : Locus, dirigé par Charles N. Brown
- Magazine amateur : Mimosa (Dick Lynch et Nicki Lynch, éds.)
- Écrivain amateur : Dave Langford
- Artiste amateur : Joe Mayhew
- Prix Campbell : Mary Doria Russell

### Prix Nebula
- Roman : La Paix éternelle (Forever Peace) par Joe Haldeman
- Roman court : Reading the Bones par Sheila Finch
- Nouvelle longue : Lost Girls par Jane Yolen
- Nouvelle courte : Treize chemins pour l'eau (Thirteen Ways to Water) par Bruce Holland Rogers
- Prix Ray Bradbury : J. Michael Straczynski, Babylon 5 (Babylon 5)
- Auteur émérite : William Tenn
- Grand maître : Poul Anderson

### Prix Locus
- Roman de science-fiction : L'Éveil d'Endymion (The Rise of Endymion) par Dan Simmons
- Roman de fantasy : Earthquake Weather par Tim Powers
- Premier roman : The Great Wheel par Ian R. MacLeod
- Roman court : …Where Angels Fear to Tread par Allen Steele
- Nouvelle longue : Chronique de Noël (Newsletter) par Connie Willis
- Nouvelle courte : Cordélia (Itsy Bitsy Spider) par James Patrick Kelly
- Recueil de nouvelles : Dérapages (Slippage) par Harlan Ellison
- Anthologie : The Year's Best Science Fiction: Fourteenth Annual Collection par Gardner Dozois, éd.
- Livre non-fictif : The Encyclopedia of Fantasy par John Clute et John Grant, éds.
- Livre d'art : Infinite Worlds: The Fantastic Visions of Science Fiction Art par Vincent Di Fate
- Éditeur : Gardner Dozois
- Magazine : Asimov's Science Fiction
- Maison d'édition : Tor Books / St. Martin's
- Artiste : Michael Whelan

### Prix British Science Fiction
- Roman : Les Extrêmes (The Extremes) par Christopher Priest
- Fiction courte : La Cenerentola par Gwyneth Jones

### Prix Arthur-C.-Clarke
- Lauréat : Le Moineau de Dieu (The Sparrow) par Mary Doria Russell

### Prix Sidewise
- Format long : Le Faiseur d'histoire (Making History) par Stephen Fry
- Format court : The Summer Isles par Ian R. MacLeod

### Prix E. E. Smith Memorial
- Lauréat : James White

### Prix Theodore-Sturgeon
- Lauréat : House of Dreams par Michael F. Flynn

### Prix Lambda Literary
- Fiction spéculative : Bending the Landscape par Nicola Griffith et Stephen Pagel, éds.

### Prix Seiun
- Roman japonais : Teki wa kaizoku / A-kyu no teki par Chouhei Kanbayashi

### Grand prix de l'Imaginaire
- Roman francophone : F.A.U.S.T. par Serge Lehman
- Nouvelle francophone : Déchiffrer la trame par Jean-Claude Dunyach

### Prix Kurd-Laßwitz
- Roman germanophone : non décerné

## Parutions littéraires

### Romans
- La Folie de Dieu par Juan Miguel Aguilera.

### Anthologies et recueils de nouvelles
- Voyage au bout de l'esprit, recueil de romans et nouvelles par Robert Silverberg.
- Histoires de cochons et de science-fiction, anthologie de nouvelles réunies par Sylvie Denis.

### Nouvelles
- La Stratégie du requin, par Jean-Claude Dunyach.

## Sorties audiovisuelles

### Films
- Armageddon par Michael Bay.
- Deep Impact par Mimi Leder.
- The Faculty par Robert Rodriguez.
- Godzilla par Roland Emmerich.
- La Mutante 2 par Peter Medak.
- Perdus dans l'espace par Stephen Hopkins.
- Postman par Kevin Costner.
- Sphère par Barry Levinson.
- Star Trek : Insurrection par Jonathan Frakes.
- The X Files, le film par Rob S. Bowman.
- Webmaster par Thomas Borch Nielsen.

### Séries
- Stargate SG-1, saison 2
- Star Trek: Deep Space Nine, saison 7.
- X-Files : Aux frontières du réel, saison 6.